# Сухаревка (Мелеузівський район)
Сухаре́вка (рос. Сухарёвка, башк. Сухаревка) — присілок у складі Мелеузівського району Башкортостану, Росія. Входить до складу Корнієвської сільської ради.
Населення — 239 осіб (2010; 227 в 2002).
Національний склад:
- росіяни — 68%

## Видатні уродженці
- Залигін Сергій Павлович — радянський письменник, Герой Соціалістичної Праці.